# Vesna Pavlič Pivk
Vesna Pavlič Pivk je predsednica Okrajnega sodišča v Ljubljani.
To funkcijo je prevzela leta 2004.